# Щепаньская-Садовская, Эва
Эва Щепаньская-Садовская (пол. Ewa Szczepańska-Sadowska; род. 30 сентября 1942) — польский физиолог, доктор медицинских наук, профессор (1990), заведующая кафедрой экспериментальной и клинической физиологии Варшавского медицинского университета, действительный член ПАН (2022).

## Биография
Родилась 30 сентября 1942 года.
После получения медицинского образования начала вести преподавательскую деятельность в Варшавском медицинском университете, а в 1970 году стала членом Польского физиологического общества. В 1990 году она вошла в состав Международного союза физиологических наук, а с 1997 года была председателем его приёмной комиссии. С 2001 по 2011 год она была руководителем отделении физиологических наук Польской академии наук. До 2012 года она также была заведующей кафедрой экспериментальной и клинической физиологии Варшавского медицинского университета.
В 2010 году она была избрана членом-корреспондентом Польской академии наук, а в 2022 году стала её действительным членом.